# 연호지구
연호지구는 대구광역시 수성구 연호동에 개발 예정인 택지 개발 사업지다.

## 개요
법조타운 형식으로 개발될 예정이다.

## 이전 기관, 기업
- 대구지방법원 (예정)
- 대구지방검찰청 (예정)
- 대구고등법원 (예정)
- 대구고등검찰청 (예정)
- 대구문화방송 (예정)